# 大樹 (大字)
大樹，原稱大樹腳，是臺灣高雄市大樹區的一個傳統地域名稱，位於該區中南部。相較於今日行政區，其範圍大致包括大樹里、檨腳里南部邊界地帶東段及西段、龍目里東北部及北部、興山里西半部、和山里西南半部，以及因高屏溪河道變遷而劃出縣界的屏東縣屏東市潭墘里西部邊界地帶中段及北段。

## 歷史
台灣日治初期，大樹地區為一街庄，稱為「大樹腳庄」，隸屬於小竹上里。昔日該庄東北與檨仔腳庄為鄰，東南隔淡水溪（今高屏溪）與崇蘭庄、頭前溪庄為界，南邊及西南邊為九曲堂庄、小坪頂庄，西北邊為烏材林庄、前埔厝庄。
1901年（日治明治三十四年）11月，全台設置二十廳，該庄隸屬於鳳山廳。1903年（明治三十六年）6月，該庄編入「小坪頂區」，隸屬於鳳山廳。1909年（明治四十二年）10月，合併二十廳為十二廳，該庄改編入「九曲堂區」（小坪頂區改名為九曲堂區），並改隸屬於臺南廳。1920年（大正九年）10月，廢十二廳改設五州二廳，該庄改制並簡化為「大樹」大字，隸屬於高雄州鳳山郡大樹庄。
戰後大樹庄改制為大樹鄉，隸屬於高雄縣，大字亦改制為村。1950年10月，高、屏分治，大樹鄉仍隸屬於高雄縣。2010年12月25日，因高雄縣市合併，大樹鄉改制高雄市大樹區，村亦改制為里。

## 聚落
本地區發展較早的聚落有大樹腳（大樹）、新吉、烏瓦磘（已消失）、大坪頂等，在日治期初期的官方地圖上已有記載。其中大樹腳、新吉與北鄰檨子腳地區的檨子腳聚落已連成一片。

## 交通
省道台29線是達卡努瓦至林園的幹道，也是楠梓仙溪流域的主要連絡道路，經過本地區大樹聚落東側。由該道路北行可前往旗山區、杉林區、甲仙區、那瑪夏區，並止於達卡努瓦部落內十字路口；南行可前往大寮區、林園區，並止於省道台17線路口（雙園大橋橋下）。
市道186號是維新至大樹的道路，經過本地區西北部。由該道路（大方向）西行可前往仁武區、大社區、燕巢區、永安區，並止於維新里的省道台17線路口；東行可前往本地區北鄰檨子腳地區，並止於檨子腳聚落東側的省道台29線路口。
區道高59線是大樹至九曲堂的道路。

## 學校
- 大樹國小